# Cyphomyrmex laevigatus
Cyphomyrmex laevigatus es una especie de hormiga del género Cyphomyrmex, tribu Attini, familia Formicidae. Fue descrita científicamente por Webber en 1938.
Se distribuye por Bolivia, Brasil, Ecuador, Guayana Francesa, Guyana, Panamá, Paraguay, Perú y Surinam. Se ha encontrado a elevaciones de hasta 500 metros. Habita en bosques húmedos y tropicales y en pantanos.